# Greenup megye
Greenup megye az Amerikai Egyesült Államokban, azon belül Kentucky államban található. Megyeszékhelye Greenup, legnagyobb városa Flatwoods. Lakosainak száma 35 962 fő (2020. április 1.). Greenup megye Scioto, Lawrence, Boyd, Carter és Lewis megyékkel határos.

## Népesség
A megye népességének változása:
| Lakosok száma | 36 909 | 36 870 | 36 757 | 36 519 | 36 068 | 35 962 |
|               | 2010   | 2011   | 2012   | 2013   | 2015   | 2020   |